# Helmut Grothe
Helmut Grothe (* 23. Mai 1960 in Wülfrath) ist ein deutscher Rechtswissenschaftler und Professor an der Freien Universität Berlin, an der er Direktor des Instituts für Internationales Privatrecht, Internationales Zivilverfahrensrecht und Rechtsvergleichung ist.

## Werdegang
Grothe studierte mit einem Stipendium der Studienstiftung des deutschen Volkes Rechtswissenschaften mit wirtschaftswissenschaftlicher Zusatzausbildung an der Universität Bayreuth und an der Universität Osnabrück, wo er studentischer Mitarbeiter bei Karl-Ulrich Meyn war. Anschließend war er bis 1988 wissenschaftlicher Mitarbeiter in der Osnabrücker Rechtsanwalts-, Wirtschaftsprüfer – und Steuerberatersozietät Wenk, Schindhelm und Partner. 1986 legte er das erste Staatsexamen ab. Als Stipendiat der Studienstiftung des deutschen Volkes erfolgte 1988 unter Betreuung von Christian von Bar seine Promotion. 1991 legte er seine zweite juristische Staatsprüfung ab. Anschließend war Grothe wissenschaftlicher Assistent am Institut für Internationales Privatrecht und Rechtsvergleichung der Universität Osnabrück, wobei er hiervon drei Jahre zur Wahrnehmung eines Habilitationsstipendiums der Deutschen Forschungsgemeinschaft (DFG) beurlaubt war. 1998 erfolgte seine Habilitation unter Betreuung von Christian von Bar. Anschließend war er Lehrstuhlvertreter an der Ludwig-Maximilians-Universität München und an der Freien Universität Berlin. Seit 1998 ist Grothe Inhaber eines Lehrstuhls für Bürgerliches Recht, Internationales Privat- und Verfahrensrecht sowie Rechtsvergleichung an der Freien Universität Berlin. Seit 2005 ist er Direktor des dortigen Instituts für Internationales Privatrecht, Internationales Zivilverfahrensrecht und Rechtsvergleichung. Von 2009 bis 2010 war er Dekan des Fachbereichs Rechtswissenschaft an der FU Berlin. 2011 und 2013 war Grothe Gastprofessor am Center for Transnational Legal Studies.